# Jane Doe : Miss Détective
Pour les articles homonymes, voir Jane Doe (homonymie) et Doe.
Ne doit pas être confondu avec le film Miss Détective
Jane Doe : Miss Détective est une série de téléfilms américains en neuf épisodes d'environ 82 minutes diffusés entre le 21 janvier 2005 et le 12 janvier 2008 sur Hallmark Channel.
En France, les téléfilms ont été diffusés à partir du 18 mars 2006 sur TF1 puis rediffusés sur TMC, puis sur NT1.

## Synopsis
Cathy Davis, une mère de famille à la ville, est en réalité un agent fédéral travaillant pour l'agence de sécurité centrale (Central Security Agency).

## Distribution
- Lea Thompson (VF : Caroline Beaune) : Cathy Davis
- Joe Penny (VF : Patrick Poivey) : Frank Darnell
- William R. Moses (VF : Edgar Givry) : Jack Davis
- Jessy Schram (VF : Marie Tirmont) : Susan Davis
- Zack Shada (en) : Nick Davis

 Source et légende : version française (VF) sur RS Doublage

## Épisodes
1. Jane Doe : Miss Détective (Vanishing Act) (janvier 2005) (pilote)
2. Pas vu, pas pris (Now You See It, Now You Don't) (février 2005)
3. Un mort en cavale (Til Death Do Us Part) (mars 2005)
4. La Pièce manquante (The Wrong Face) (juin 2005)
5. La Mémoire envolée (Yes, I Remember It Well) (janvier 2006)
6. Le Prix à payer (The Harder They Fall) (mars 2006)
7. Faux frères (Ties That Bind) (mars 2007)
8. Crime sous contrôle (How To Fire Your Boss) (mai 2007)
9. Le tableau volé (Eye of the Beholder) (janvier 2008)